# Psychotria muscosa
Psychotria muscosa är en måreväxtart som först beskrevs av Nikolaus Joseph von Jacquin, och fick sitt nu gällande namn av Julian Alfred Steyermark. Psychotria muscosa ingår i släktet Psychotria och familjen måreväxter.

## Underarter
Arten delas in i följande underarter:
- P. m. breviloba
- P. m. muscosa